# Colonel

Însemnul de colonel în Armata Română.

Colonel este un grad de ofițer militar superior locotenent-colonelului și inferior generalului de brigadă.
Uneori, numele de Colonel este un titlu onorific și nu are de a face cu Armata, un exemplu fiind Colonelul Sanders(creatorul KFC);acesta nefiind înrolat în armată.
În țările mai mici, cu o forță militară redusă, precum Monaco sau Vatican, rangul de colonel este cel mai înalt.  
Echivalentul "Colonelului" în Forțele Navale ar fi de comandor iar în sistemul de clasare al Commonwealth este de Căpitan (en, Captain ).     